# ジョーダン・ホーキンス
ジョーダン・ドレル・ホーキンス（Jordan Dorrell Hawkins, 2002年4月29日 - ）は、アメリカ合衆国のプロバスケットボール選手。NBAのニューオーリンズ・ペリカンズに所属している。ポジションはシューティングガード。

## 経歴

### ハイスクール
高校4年目のシーズンに平均19.7得点、11.4リバウンド、3.7アシスト、2.3スティール、1.9ブロックを記録し、メリーランド州のゲータレード年間最優秀選手賞を受賞した。

### リクルート
主要サイトから4つ星評価を受け、コネチカット大学（UConn）へ進学した。他にはルイビル大学やシートン・ホール大学などからもオファーを受けていた。

### カレッジ
1年目の2021-22シーズンは平均5.8得点・2リバウンドを記録し、ビッグ・イーストのオールフレッシュマンチームに選出された。チームはNCAAトーナメントに出場したが、自身はレギュラーシーズン終盤の試合で脳震盪を起こして離脱していたため、出場はなかった。
2022-23シーズンから先発に定着した。16.2得点、3.8リバウンド、1.3アシストを記録し、オールビッグ・イーストファーストチームに選出された。NCAAトーナメントでは3回戦と準々決勝の2試合で平均22得点を記録し、いずれも勝利に貢献した。その後決勝まで勝ち進み、サンディエゴ州立大学との決勝では16得点を記録。チームは勝利し、全米制覇を成し遂げた。シーズン終了後、2023年のNBAドラフトにアーリーエントリーした。

### ニューオーリンズ・ペリカンズ
2023年6月22日に開催された2023年のNBAドラフトで、全体14位でニューオーリンズ・ペリカンズに指名された。同年7月3日、正式にペリカンズと契約した。

## 家族
従妹のエンジェル・リースもバスケットボール選手で、ルイジアナ州立大学（LSU）でプレーしている。2023年のNCAAトーナメントでは、男子はコネチカット大学、女子はルイジアナ州立大学が優勝し、従兄妹そろっての優勝となった。

## 個人成績

### NBA

#### レギュラーシーズン
| シーズン | チーム | GP  | GS | MPG  | FG%  | 3P%  | FT%  | RPG | APG | SPG | BPG | PPG  |
| -------- | ------ | --- | -- | ---- | ---- | ---- | ---- | --- | --- | --- | --- | ---- |
| 2023–24  | NOP    | 67  | 10 | 17.3 | .382 | .366 | .838 | 2.2 | 1.0 | .3  | .1  | 7.8  |
| 2024–25  | NOP    | 56  | 9  | 23.6 | .372 | .331 | .816 | 2.8 | 1.2 | .5  | .4  | 10.8 |
| 通算     | 通算   | 123 | 19 | 20.2 | .376 | .348 | .826 | 2.5 | 1.1 | .4  | .2  | 9.2  |

#### プレーオフ
| シーズン | チーム | GP | GS | MPG | FG%  | 3P%  | FT% | RPG | APG | SPG | BPG | PPG |
| -------- | ------ | -- | -- | --- | ---- | ---- | --- | --- | --- | --- | --- | --- |
| 2024     | NOP    | 3  | 0  | 3.8 | .000 | .000 | --- | .7  | .0  | .0  | .0  | .0  |
| 通算     | 通算   | 3  | 0  | 3.8 | .000 | .000 | --- | .7  | .0  | .0  | .0  | .0  |

### カレッジ
| シーズン | チーム | GP | GS | MPG  | FG%  | 3P%  | FT%  | RPG | APG | SPG | BPG | PPG  |
| -------- | ------ | -- | -- | ---- | ---- | ---- | ---- | --- | --- | --- | --- | ---- |
| 2021–22  | UConn  | 27 | 4  | 14.7 | .353 | .333 | .821 | 2.0 | .5  | .3  | .3  | 5.8  |
| 2022–23  | UConn  | 37 | 37 | 29.4 | .409 | .388 | .887 | 3.8 | 1.3 | .7  | .5  | 16.2 |
| 通算     | 通算   | 64 | 41 | 23.2 | .396 | .376 | .872 | 3.0 | 1.0 | .5  | .4  | 11.8 |